# Chuột Mickey (Last Week Tonight with John Oliver)
Chuột Mickey hay Mickey Mouse là một nhân vật hư cấu và linh vật trong chương trình trò chuyện đêm khuya của Mỹ Last Week Tonight with John Oliver. Dựa trên nhân vật cùng tên của Disney, nhân vật này được tạo ra để chế nhạo Công ty Walt Disney trước khi phiên bản Chuột Mickey của Disney chuyển sang phạm vi công cộng vào năm 2024. Nhân vật này xuất hiện lần đầu trong mùa 10, tập 6 (tập 275 trong toàn series), trong đó người dẫn chương trình John Oliver đã công khai thách thức Disney thực hiện hành động pháp lý chống lại anh ta.

## Sáng tạo
Tập phát sóng 2 tháng 4 năm 2023 ("Solitary Confinement") của chương trình có một phân đoạn kiểm tra bản quyền sắp hết hạn đối với Tàu hơi nước Willie của Disney và các hành động trước đây của Disney để bảo vệ linh vật của họ, chẳng hạn như vận động hành lang nhằm ủng hộ việc kéo dài thời hạn bản quyền ở Hoa Kỳ. Oliver gợi ý rằng nếu không có sự bảo vệ bản quyền để ngăn chặn việc sử dụng trái phép chuột Mickey, Công ty Walt Disney có thể sẽ sử dụng luật nhãn hiệu để đạt được mục đích tương tự. Có khả năng họ lập luận rằng chuột Mickey gắn liền với thương hiệu của họ đến mức mọi hành vi sử dụng trái phép sẽ khiến người tiêu dùng hoang mang. Oliver sau đó tiết lộ rằng tiêu đề mở đầu của Last Week Tonight đã sử dụng hình ảnh từ Tàu hơi nước Willie kể từ đầu mùa và anh ấy sẽ bắt đầu sử dụng phiên bản chuột Mickey của riêng mình làm linh vật của chương trình. Anh ta tuyên bố:
Hiện tại, chúng tôi đang tuyên bố bản quyền chuột Mickey và tôi biết các luật sư của Disney có thể lập luận rằng Mickey này có liên quan chặt chẽ với nhân vật của họ, mặc dù họ nên biết rằng hiện tại nhân vật này cũng khá liên quan đến thương hiệu của chúng tôi.

Oliver cũng cho ra mắt trang phục của chuột Mickey trong tập phim mà anh ấy tuyên bố sẽ có sẵn cho các bữa tiệc sinh nhật, đám tang, khai trương công viên giải trí và địa ngục tình dục từ ngày 1 tháng 1 năm 2024. Anh ta kết luận bằng cách nói rằng mặc dù Disney có thể đã có nhiều lập luận pháp lý để bảo vệ chuột Mickey, chúng sẽ chỉ trở nên rõ ràng "nếu và khi nào" họ kiện anh ta.

## Đặc tính
Phiên bản chuột Mickey của Last Week Tonight đối lập mạnh so với nhân vật gốc của Disney và thường xuyên đưa ra những bình luận chính trị kích động. Nhân vật có một số câu cửa miệng, bao gồm "Jeffrey Epstein didn't kill himself" ("Jeffrey Epstein không tự sát"), "Where's Shelly Miscavige?" ("Shelly Miscavige ở đâu?") và "I hope Henry Kissinger dies soon" ("Tôi mong Henry Kissinger sớm chết").